# M-am îndrăgostit la Copenhaga
M-am îndrăgostit la Copenhaga (titlul original: în daneză Forelsket i København) este un film
de comedie danez, realizat în 1960 de regizorul Finn Henriksen, protagoniști fiind actorii Siw Malmkvist, Henning Moritzen, Ove Sprogøe și Jørgen Ryg.

## Rezumat
Jan este un tânăr dirijor de jazz, care, după un turneu eșuat în Suedia, se întoarce acasă la Copenhaga fără bani, împreună cu cei trei muzicieni ai săi. Ajunși acasă, descoperă că vechiul lor loc de reședință a dispărut și acolo se ridică o nouă clădire, ei rămânând fără acoperiș deasupra capului. Jan are un unchi în Nyhavn, unde speră să obțină o reședință temporară. Unchiul, care este profesor de canto și muzică, a plecat în Japonia pentru a studia muzica populară de acolo. Vecinul său pictorul Kobolski i-a promis că va avea grijă cât lipsește, de apartament.
După ce primește cheia se mută. Jan își sună impresarul sa vadă dacă are un aranjament pentru ei, dar e cam greu momentan. În afară de asta, zgomotul din apartament deranjează foarte mult locuitorii. Jan compune noaptea, iar ziua formația repetă cântecele și încearcă să-i convingă pe diverși proprietari de localuri că este muzica de astăzi, dar peste tot vor ori muzică tiroleză, fie ritmuri mexicane.
Au o audiție la managerul de teatru Steiner din Seven Seas, dar el a angajat deja o orchestră, însă fiica sa Marlene cere numărul de telefon al lui Jan, deoarece crede că aceștia au o muzică potrivită noilor cerințe. 
Administratorul le spune că profesorul la plecare a uitat să plătească chiria, iar dacă nu se plătește în 2 zile, vor fi scoși în stradă. Într-o zi sună soneria de la ușă și ezitând, Jan deschide. Afară stă o tânără frumoasă, Maj Lindquist din Landskrona care caută să ia lecții de canto crezând că Jan este renumitul profesor. Se oferă să plătească pentru ca „profesorul” să o asculte iar el, Jan, având nevoie urgentă de bani, se dă drept unchiul său. Jan, care obișnuia să flirteze cu fetele tinere, devine brusc atras de ea și se simte vinovat că a luat bani de la tânără sub pretexte false. Adevărul e că pe lângă faptul că s-a îndrăgostit de Maj, spera să aibă prin ea și o solistă în formație. Ceea ce nu știe Jan este că familia fetei este de origine nobilă și deține un castel în Suedia și că Maj este antrenoare de gimnastică. 
Jan este chemat la Seven Seas, care a întâmpinat dificultăți, și el decide să-i spună lui Maj adevărul, dar curajul îl părăsește și ajunge într-o situație dificilă. Maj vine în Danemarca pentru a participa la o demonstrație de gimnastică, iar în timpul unei vizite la Tivoli, Jan o descoperă pe ea și pe prietenii ei în public și din nou, pentru a nu fi compromiși, fug. Maj constată că Jan a luat-o drept o proastă și pleacă acasă în Suedia supărată. Prietenii ei o ajută în cele din urmă să facă ordine la Seven Seas, dar oare cum rămâne cu relația dintre ea și Jan?

## Distribuție
- Siw Malmkvist – Maj Lindquist
- Henning Moritzen – Jan Scharf, liderul formației
- Ove Sprogøe – Carni, basistul formației
- Jørgen Ryg – Dingo, bateristul
- Perry Knudsen – Stump, trompetistul
- Dirch Passer – pictorul Kobolski
- Preben Mahrt – Steiner, directorul teatrului
- Mimi Heinrich – Marlene Steiner, fiica directorului
- Håkan Westergren – un maior
- Sif Ruud – un maior (fem.)
- Keld Markuslund – administratorul
- Jakob Nielsen – căpitanul pe feribotul Copenhaga–Malmö
- Poul Thomsen – matrozul cârmaci
- Henry Lohmann – Falckredder
- Ove Rud – artistul care părăsește Seven Seas
- Bjørn Spiro – dirijorul
- Valsø Holm – proprietarul de bar
- Knud Schrøder – barmanul
- Christian Brochorst – proprietarul de cafenea
- Carl Ottosen – pompierul
- Thecla Boesen – costumiera
- Jytte Abildstrøm – o spectatoare la teatru
- Else Leach – o gimnastă
- Gitte Wagner – o gimnastă
- Anni Süther – dansatoarea, adversara lui Maj în spectacol